# 22280 Mandragora
22280 Mandragora è un asteroide della fascia principale. Scoperto nel 1985, presenta un'orbita caratterizzata da un semiasse maggiore pari a 3,0391928 UA e da un'eccentricità di 0,1974548, inclinata di 0,56493° rispetto all'eclittica.